# Inre Bjursträsket
Inre Bjursträsket är en sjö i Luleå kommun i Norrbotten och ingår i Alåns huvudavrinningsområde. Sjön har en area på 1,51 kvadratkilometer och ligger 50 meter över havet. Sjön avvattnas av vattendraget Båthusbäcken.

## Delavrinningsområde
Inre Bjursträsket ingår i det delavrinningsområde (729006-176264) som SMHI kallar för Utloppet av Inre Bjursträsket. Medelhöjden är 102 meter över havet och ytan är 31,47 kvadratkilometer. Det finns inga avrinningsområden uppströms utan avrinningsområdet är högsta punkten. Båthusbäcken som avvattnar avrinningsområdet har biflödesordning 3, vilket innebär att vattnet flödar genom totalt 3 vattendrag innan det når havet efter 21 kilometer. Avrinningsområdet består mestadels av skog (75 procent). Avrinningsområdet har 3,36 kvadratkilometer vattenytor vilket ger det en sjöprocent på 10,7 procent.